# 10704 Sidey
10704 Sidey este o planetă minoră (asteroid) din centura de asteroizi. A fost descoperită pe 1 septembrie 1981 la Observatorul La Silla de Henri Debehogne. 
Obiectul prezintă o orbită caracterizată de o semiaxă mare de 2,8984915 UAi, o excentricitate de 0,01, o înclinație de 2,54777 ° în raport cu ecliptica.